# 奧雷曼七鰓鰻
奧雷曼七鰓鰻（學名：Lampetra auremensis），為圓口綱七鰓鰻目七鰓鰻科七鰓鰻屬的一種，被IUCN列為極危保育類動物，分布於歐洲葡萄牙淡水流域，體長可達12.1公分，棲息在水質清澈、沙石底質的溪流底層，生活習性不明。